# Giovanni Satta
Giovanni Satta (Roma, 22 gennaio 1965) è un politico italiano.

## Biografia
Alle elezioni politiche del 2022 viene eletto senatore per Fratelli d'Italia nel collegio plurinominale della Sardegna.